# جوان فرانكا
جوان فرانكا (بالهولندية: Joan Franka)‏ هي مغنية هولندية، ولدت في 2 أبريل 1990 في روتردام في هولندا.

## وصلات خارجية
- الموقع الرسمي
- جوان فرانكا على موقع IMDb (الإنجليزية)
- جوان فرانكا على موقع ميوزك برينز (الإنجليزية)
- جوان فرانكا على موقع ديسكوغز (الإنجليزية)